# Sadistic Mika Band
Sadistic Mika Band (サディスティック・ミカ・バンド) est un groupe japonais formé en 1972. Son nom est une parodie du groupe célèbre des années 1960 Plastic Ono Band. Produit par Masatoshi Hashiba on Toshiba-EMI Records (now EMI Music Japan) le groupe était mené par Kazuhiko Katō et Mika Fukui (ja) qui étaient mariés à l'époque. Le terme de "sadistic" ("sadique") était une référence humoristique à la façon dont Mika utilisait les couteaux de cuisine.
En 2003, HMV Japan plaça le groupe à la 94e place du "Top 100 des groupes de Pop Japonais". En septembre 2007 la version japonaise du magazine Rolling Stone place leur album de 1974 - 黒船 (Black Ship) en neuvième position de la liste des "100 plus grand album de rock japonais de tous les temps".

## Histoire du groupe

### Formation initiale
Après la fin du groupe The Folk Crusaders, en 1972 Kazuhiko Katō part vivre dans le quartier de Kensington à Londres où il est impressionné par la scène 
glam rock montante menée par T. Rex et David Bowie. Il repart au Japon pour former un groupe qui émulerait ce style. La formation originale du groupe incluait Katō, sa femme Mika, le batteur Hiro Tsunoda et le guitariste Masayoshi Takanaka. Ensemble ils enregistrent un premier single nommé Cycling Boogie en juin 1972, sur Doughnut Records, un label de musique japonaise fondé par Katō lui-même.
Tsunoda quittera le groupe pour être remplacé par Yukihiro Takahashi et le bassiste Ray Ohara rejoint le groupe. Cette formation enregistre le premier album du groupe, Sadistic Mika Band sur le label anglais Harvest. L'album passe entre les mains de Malcolm McLaren qui le donne au leader de Roxy Music, Bryan Ferry qui soutiendra leur venue en Angleterre.
Leur second album Kurofune (黒船, Black Ship(s)) fut enregistré en Angleterre par le producteur Chris Thomas. A cette époque, Thomas présente Mika au groupe Badfinger et celle-ci chante sur le morceau Know One Knows de l'album Wish You Were Here. Durant l'enregistrement de l'album, le groupe est rejoint par le claviériste Yu Imai. Si l'album se vend bien au Japon, il ne rencontre qu'un succès d'estime au Royaume Uni.
Ray Ohara quitte le groupe et est remplacé par Tsugutoshi Gotō. Le troisième album Hot! Menu est toujours produit par Chris Thomas. Le groupe jouera deux morceaux (Time to Noodle et Suki Suki Suki live dans l'émission de la BBC Old Grey Whistle Test en octobre 1975. Il fait aussi une apparition dans l'émission de la BBC Pebble Mill at One et sera interviewé par Jan Leeming.
Le groupe jouera se produira en tournée au Royaume Uni en tant que première partie de Roxy Music notamment lors d'un show au Stade de Wembley. Il s'agit du tout premier groupe japonais à avoir une tournée au Royaume Uni. L'enregistrement du concert format leur dernier album Live in London

### Séparation et reformations
Après la sortie de cet album en 1975, le couple Kazuhiko Katō et Mika divorce. Mika part se marier avec Chris Thomas, émigre au Royaume Uni et arrête la musique.
Les membres restant, Takahashi, Takanaka, Imai, et Gotō décident de reformer un nouveau groupe sous le nom de The Sadistics. Ils enregistrent deux albums studios et sortent deux lives, avant que le groupe ne se sépare en 1979, chacun étant pris par d'autres projets. Durant les années 1980, les membres du groupe se retrouvent régulièrement à collaborer aux albums solos des uns et des autres.
Le groupe s'est reformé à de nombreuses occasions. À chaque fois, le cœur du groupe est formé de Kazuhiko Katō, Yukihiro Takahashi et Masayoshi Takanaka, entourés de nouveaux musiciens et d'une nouvelle chanteuse.
En 1985, le groupe se reforme sous le nom de Sadistic Yuming Band avec Yumi Matsutoya, (Yuming) en tant que chanteuse, Tsugutoshi Gotō à la basse et Ryuichi Sakamoto au clavier. En 1989, le groupe se reforme sous le nom de Sadistic Mica Band avec Karen Kirishima en tant que chanteuse et le retour de Ray Ohara à la basse.
En 2006, le groupe se reforme sous le nom de The Sadistic Mikaela Band avec la chanteuse pop de 22 ans, Kaela Kimura. La sortie de l'album Narkissos sera suivi d'une tournée se terminant au NHK Hall de Shibuya à Tokyo. L'année suivante, le groupe sortira un album trois disque de leur concert, de 1975 à 2006.

## Discographie

### Sous leur nom d'origine
- 1973 : Sadistic Mika Band
- 1974 : Kurofune (黒船, Black Ship(s)?)
- 1975 : Hot! Menu
- 1976 : (live) Mika Band Live In London

### Sous le nomSadistics
- 1977 : Sadistics
- 1978 : We Are Just Taking Off
- 1979 : (live) The Live Show

### Sous le nomSadistic Mica Band
- 1989 : 天晴
- 1989 : (live) 晴天～ライヴ・イン・トーキョー1989 = Seiten Live In Tokyo 1989

### Sous le nomSadistic Mikaela Band
- 2006 : Narkissos

### Autre
- 2007 : (live) Live In Tokyo (3CD)

### Compilations
- 1977 : The Best! Menu
- 1977 : The Last Show
- 1985 : ベスト・オブ・サディスティック・ミカ・バンド = Best Of Sadistic Mika Band
- 1986 :  Masayoshi Takanaka with Sadistics - Ready To Fly / The Best
- 1988 : 20 Songs To 21st Century - Best Of Sadistic Mika Band
- 1989 : 幕の内 (S.M.B. Super Best)
- 1989 : Best Collection
- 1992 : 別嬪 サディスティック・ミカ・バンド・ベスト
- 1994 :  Perfect! (réédition des 4 premiers albums.)
- 1998 : Sadistic Mika Band / Black Ship
- 2002 : Golden Best
- 2005 : Sadistic Mika Band New Best